# Casiano Chavarría
Casiano José Chavarría (* 3. August 1901 in La Paz; † unbekannt), oder kurz Casiano Chavarría, war ein bolivianischer Fußballspieler auf der Position eines Verteidigers. Er war zuletzt für den Club The Strongest und die Bolivianische Fußballnationalmannschaft aktiv.

## Karriere

### Verein
Chavarría verbrachte seine gesamte Karriere in der Hauptstadt La Paz. Den größten Teil dabei im Verein Calavera La Paz, für den er bis 1931 auflief, jedoch keinen Titel gewinnen konnte. Seine Karriere ließ er anschließend beim Club The Strongest ausklingen wo ihn aber ebenfalls kein Vereinstitel gelingen konnte.

### Nationalmannschaft
Mit der Nationalmannschaft Boliviens nahm er am Campeonato Sudamericano 1926 teil, wo er zusammen mit Diógenes Lara die die Abwehrreihe der Bolivianer bildete. Chavarría wurde in drei Partien gegen Chile (1:7), Paraguay (1:6) und Uruguay (0:6) eingesetzt. Einzig im zweiten Spiel der Meisterschaft gegen Argentinien (0:5) ersetzte ihn Trainer Jorge Luis Valderrama durch Alberto Urriolagoitía und er kam nicht zum Einsatz. Auch bei der Campeonato Sudamericano 1927 bildete er erneut zusammen mit Lara in den Spielen gegen Argentinien (1:7), Uruguay (0:9) und Peru (2:3) die Abwehrreihe der Bolivianer. Von Nationaltrainer Ulises Saucedo wurde er als einziger Spieler von Calavera La Paz zur Fußball-Weltmeisterschaft 1930 in Uruguay berufen. Hier bildete er zusammen mit Segundo Durandal und Torhüter Jesús Bermúdez die Verteidigung der Bolivianer und kam in beiden WM-Spielen gegen Jugoslawien (0:4) und Brasilien (0:4) zum Einsatz. Zwischen 1926 und 1930 wurde Chavarría in acht der neun ersten Länderspiele der bolivianischen Nationalmannschaft eingesetzt.